# Klein slijkgras
Klein slijkgras (Spartina maritima) is een overblijvende plant die behoort tot de grassenfamilie (Gramineae of Poaceae). De plant komt van nature voor in Noordwest-Europa.
Het gras is een hemikryptofyt en groeit op slikken en lage schorren in de kustgebieden en bloeit van juli tot september. 

## Uiterlijk
Het is een kruidachtige vaste plant die 20-70 cm hoog kan worden. In de lente en de zomer is de plant groen van kleur en kleurt naar lichtbruin in de herfst en winter. De bladeren zijn slank, 10-40 cm lang en 0,5-1 cm breed aan de basis, taps toelopend naar een punt. Hij produceert bloemen en zaden aan alle zijden van de stengel. De bloemen zijn groen en kleuren ook bruin in de winter.

## Verspreiding
Spartina maritima is een soort van Slijkgras (Spartina) dat voorkomt aan de kusten van West- en Zuid- Europa en West- Afrika, vanaf Nederland, het zuiden van Engeland en Ierland, langs de Atlantische kust naar Marokko en de Middellandse Zee kusten. De soort komt ook nog voor op de Atlantische kust van Namibië en Zuid-Afrika. De soort is in van veel van zijn oorspronkelijke verspreidingsgebied in West-Europa verdrongen door het veel sterkere Engelse slijkgras (Spartina anglica). De soort is mede daardoor zeer zeldzaam in Nederland en staat op de rode lijst.